# Jovo Kapičić
Jovan "Jovo" Kapičić, črnogorski general, * 2. september 1919, Gaeta, † 9. december 2013, Beograd.

## Življenjepis
Pred drugi svetovno vojno je bil študent medicine. Leta 1936 je postal član KPJ in leta 1941 je sodeloval pri organiziranju NOVJ. Med vojno je bil politični komisar več enot.
Po vojni je nadaljeval kariero v politiki; med drugim je bil prvi minister za notranje zadeve Črne gore in veleposlanik, med Informbirojevskim pritiskom na Jugosalvijo pa je bil v notranjem ministrstvu oz. državni varnosti (UDBA) zadolžen in odgovoren za organizacijo internacijskih taborišč (Goli otok). 